# Крушовиден кърлеж
Крушовидните кърлежи (Eriophyes pyri) са вид паякообразни от семейство Eriophyidae.
Крушовидните кърлежи са вредител по крушите с голямо стопанско значение.